# 柴奇
柴奇（1470年—1542年），字德美，號黼庵，直隸蘇州府崑山縣人，民籍，明朝政治人物。

## 生平
弘治十四年（1501年）辛酉科應天府鄉試第六名舉人。正德六年（1511年）中式辛未科會試第一百七十四名，登第二甲第二十四名進士。本年八月授吏科给事中，以刘六刘七之乱，十二月奉命山东随军纪功。七年九月以军功升俸二级，十三年三月升户科右，十四年五月升吏科左，八月升南京光禄寺少卿，嘉靖八年（1529年）五月升应天府府丞，十二年五月升府尹，十三年七月以南京太庙火灾致仕，二十一年六月卒，賜祭葬。

## 家族
曾祖柴碩；祖父柴宗慶；父柴晟，母計氏。慈侍下。兄柴奎、柴奩、弟柴奫、柴太（同科进士）。